# Instituto São Pedro de Educação e Assistência
O ISPEA - Instituto São Pedro de Educação e Assistência é um instituto brasileiro localizado na cidade de Bagé, no estado do Rio Grande do Sul. 
É uma instituição salesiana fundada há mais de 50 anos. Inicialmente era uma escola particular. Depois tornou-se uma referência local de trabalhos sociais junto à comunidade, oferecendo cursos pré-profissionalizantes em diversas áreas, gratuitamente, além de várias outras atividades visando a educação e o desenvolvimento aos jovens, principalmente àqueles cuja família seja de baixa renda salarial.